# Bălți
Bălţi là thành phố lớn thứ ba của Moldova, và là thành phố chính của phía bắc quốc gia này. Trong thời kỳ Đế quốc Nga (1812-1917), và sau này là thời kỳ Liên Xô (1940-1990) tên gọi cũng được viết thành Beltsy, theo cách trong tiếng Nga. Thành phố nằm cách thủ phủ Chişinău 135 km về phía bắc, và nằm bên sông nhỏ Răut, một nhánh sông của Dniester (Nistru), giữa một phong cảnh đồi núi, mà trong thời Trung Cổ được rừng bao phủ, nhưng kể từ đó đã bị chặt phá hoàn toàn.